# LOVE POP J
LOVE POP J（ラブ ポップ ジェイ）は、かしわプロダクションの制作で全国10局で放送されているラジオ番組である。オープニング使用曲は高中正義の「GUITARWONDER」。

## パーソナリティ
- 天方直実

過去
- 岩本三千代

## コーナー
- POP J SELECTION
- PICKUP DISC

## ネット局
- RSK山陽放送（配信キー局）：日曜24:15 - 24:30
- 秋田放送：日曜20:00 - 21:00
- 山梨放送：土曜21:00 - 22:00
- 静岡放送：土曜18:20 - 19:00
- 山陰放送：日曜14:00 - 15:00
- エフエム愛媛　日曜24:00 - 24:30
- 大分放送：日曜14:10 - 14:25
- 宮崎放送：日曜20:00 - 21:00
- 南日本放送：月曜24:30 - 25:00
- 琉球放送：月曜24:00 - 25:00

過去
- 青森放送（1998年 - 1999年）
- 東海ラジオ（2009年）

| スタブアイコン | サブスタブ | この項目は、まだ閲覧者の調べものの参照としては役立たない、ラジオ番組に関連した書きかけの項目です。この項目を加筆・訂正などしてくださる協力者を求めています（P:ラジオ/PJ:放送番組）。 |